# 빨강머리 백설공주
《빨강머리 백설공주》(일본어: 赤髪の白雪姫 あかがみのしらゆきひめ[*])는 2011년 발매된 일본의 만화이다. 일본에서는 LaLa, 대한민국에서는 서울문화사를 통해 공식 발행되었다. 2015년 7월 6일부터 9월 21일까지 애니메이션화되어 제1기로 방영되었으며, 2016년 1월 11일부터 3월 28일까지 제2기가 방영되었다. 제작사는 본즈이며, 일본 현지 기준 방송사는 도쿄 MX이다.

## 줄거리
타고난 붉은 사과처럼 아름다운 머리카락을 가진 소녀 '백설'은 태어나고 자란 나라 탄바룬의 왕자 라지 왕자가 그 특이한 머리 색깔을 마음에 들어 하는 바람에 애첩이 될 위기에 처한다. 거부의 뜻으로 머리카락을 자르고 왕국을 나온 백설은 도착한 이웃 클라리네스 왕국의 숲에서 '젠'이라고 자칭하는 소년과 만난다. 쫓아 온 라지 왕자에게서 그녀를 도와준 젠의 정체는 클라리네스 왕국의 둘째 왕자였다. 그 후 백설은 클라리네스로 자리를 옮겨 궁중 약사로 일하면서 젠의 아군이 될 수 있는 길을 나간다.

## 등장인물
백설(일본어: 白雪)
CV.하야미 사오리
사과같이 탐스럽고 특별한 빨간 머리카락을 가진 18살 소녀로 그 때문에 안 좋은 사람들에게 노려지는 경우가 많다. 탄바룬 왕국의 바보 첫째 왕자 '라지'에게 특이한 머리 색으로 관심을 받아 애첩이 될 것을 요구받아 왕국에서 도망치는 도중 클라리네스 왕국의 둘째 왕자 '젠'과 만난 후 '젠'의 옆에서 그를 돕고 싶다고 생각하게 된다. 태어난 곳은 탄바룬 왕국의 산속으로, 어릴 적부터 약에 대해 배웠으며, 좋은 솜씨로 평판이 좋다. 산에서 태어났지만, 길거리에서 술집을 경영하는 조부모의 양육(아버지는 살아있다.)으로 타인에게 의지하지 않아도 스스로 할 수 있는 것은 몇 번이라도 노력하도록 배웠다. 어릴 적부터 산전수전 다 겪은 탓에 독립적이고 겁없는 성격이 되었다. 위기를 정면으로 맞서서 극복하며 자신의 자신이 가진 능력을 끌어낼 줄 알고 노력하는 모습으로 주변의 신뢰를 받는다.
젠 위스탈리아 클라리네스
(일본어: ゼン ウィスタリア クラリネス)
CV.오오사카 료타
클라리네스의 둘째 왕자로 19살 소년이다. 성을 빠져나가는 기술을 갈고 닦으며 성안을 돌아다니는 것을 좋아한다. 할 일이 없이 가만히 있는 것을 못 견뎌 한다. 백설과의 첫 만남에서 검을 겨눈 것을 약간 신경 쓰고 있다. 사람을 끌어당기는 힘이 있어 측근과 신하를 비롯한 싫어하는 사람들로부터 인정받을 수 있었다. 어릴 적 우유를 싫어했던 탓인지 미츠히데와 오비에 비해 키가 작은 것을 걱정하고 있다. 이자나의 즉위를 받아 왕위 계승권 제 1위가 되었다.
키키 세이란(일본어: 木 セイラン)
CV.나즈카 카오리
젠의 측근이자 근위대의 유일한 왼손잡이 검사로 20살이다. 세이란 백작 집 차기 당주. 냉정 침착한 성격이며, 힘이 아닌 기술로 대결하는 검술로 일부 병사들에게 열렬한 지지를 받고 있다.
미츠히데 루엔(일본어: ミツヒデ ル エン)
CV.우메하라 유이치로
젠의 측근이자 근위대 일원으로 23살이다. 젠, 키키 보다 연장자지만 어쩐지 두 사람 손에 잘 말려든다. 인간적으로도 능력적으로도 젠로부터 두터운 신뢰를 받고 있으며, 젠의 부하에서 그의 버릇없음을 충고하는 유일한 인물. 키키보다 먼저 성에 들어왔으며, 백설과 사이가 좋다.
오비(일본어: オビ)
CV.오카모토 노부히코
백설에 대한 화살을 쏘아 위협한 전과가 있지만, 점차 신뢰 관계를 쌓으며 직속 기사의 신분을 얻고 주로 백설의 호위를 맡는다. 잡다한 의뢰를 받던 시절에는 자신을 포함한 사람에게 흥미가 없는 담담하게 일을 할 뿐 크게 다쳤을 때조차 동료의 손을 빌리지 않는 철저한 개인주의였다.